# いくたたかのん
いくた たかのん（生田 鷹呑、6月16日 - ）は、日本の女性原画家、漫画家、イラストレーター。千葉県出身。ケモノ絵師として知られる。

## 経歴
野中 竜希（のなか たつき、のなか たつきち、たつきち）名義で角川書店より発売の雑誌『コンプティーク』にて数ヶ月間イラスト描きの仕事をした後、コスモスコンピューターへ入社。入社直後にZIPS（ジップス）と改名、コスモス及びその傘下各ブランドのゲーム開発に関わり、再び旧名義で『あにまるーむ』の原画を担当する。その後、コスモスの新チームRISEにいくたたかのん名義で参加。チームごとCIRCUSとして独立、CIRCUSに所属しながらも他社の原画も手がける。カフェメイリッシュの公式サイトやグッズのイラストも手がけている。
2002年よりフリーで活動。現在も同人活動ではしばしばのなかたつきち（たつきち）名義を使う。

## 参加作品
- Aries（2000年4月28日、CIRCUS）
- 闇鍋Aries 〜明日への挑戦状〜（2000年9月29日、CIRCUS）
- 水夏 〜SUIKA〜（2001年7月27日、CIRCUS）
- 君が望む永遠（2001年8月3日、age）
- ときめきにゃの★げっちゅ!（非18禁）（2002年3月29日、コムちゃんねる）
- WATER SUMMER（PS）（2002年7月18日、Princess Soft） - キャラクターデザイン
- 水夏 〜SUIKA〜（DC） （2002年7月18日、Princess Soft） - キャラクターデザイン
- げっちゅ屋げっちゅ!!（非18禁）（2002年12月20日、コムちゃんねる）
- 君が望む永遠 DVD specification（2003年7月25日、age）
- 水夏 〜SUIKA〜全年齢版（非18禁）（2003年7月25日、CIRCUS）
- 水夏 〜おー・157章〜（非18禁）（2003年7月25日、CIRCUS）
- お願いお星さま(2004年5月28日、PULLTOP）
- ひまわりのチャペルできみと（2007年8月24日、Marron）
- てとてトライオン!(2008年8月29日、PULLTOP）
- 太陽のプロミア(2011年5月27日、SEVEN WONDER）
- 太陽のプロミア Flowering Days(2012年2月24日、SEVEN WONDER）
- ひめごとユニオン(2013年9月27日、SEVEN WONDER）[3]
- けものフレンズ アンソロジーコミック ジャパリカフェ編（非18禁）（2017年4月28日、KADOKAWA）

## 受容・評価
『ひめごとユニオン』のディレクターを務めた椎原旬は、2013年のテックジャイアンとのインタビューの中でいくたたかのんによるSD原画について、キャラクターから生命力を感じると評価している。